# 筏

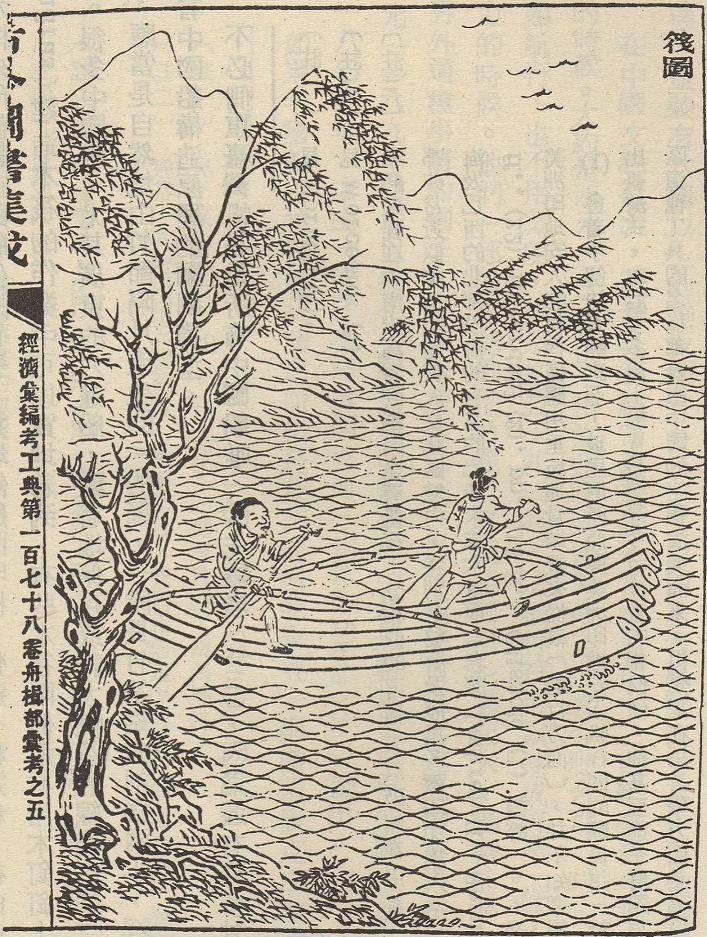
竹筏。

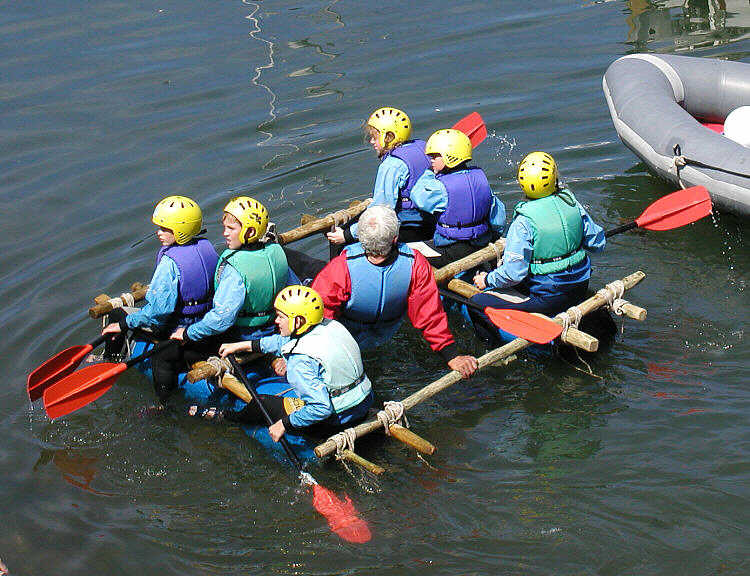
兒童乘座自製的筏在水面上航行。

筏子简称筏，泛指用竹、木等比重轻于水的材料、或用皮革（牛、羊皮）、塑料或合金等坚韧材料制成充气浮筒后编扎在一起而成的平板状水面载具。筏子依不同材质制成而有不同称别，比如竹制为竹筏、竹排，木制为木筏，皮囊制成为皮船或皮筏。
远古人类就观察到单根竹木可以浮在水面上。然而其易翻滚而稳定性差，人也不容易站在上面，于是就发展出了将多根竹子或圆木并排捆绑在一起形成既可载人也可载物的筏，与修整单根木料形成的独木舟。可以说筏子和独木舟的历史和人类本身的历史一样悠久。
- 重五斤以上诸林木，渥水中，无过一筏。《墨子·杂守》
- 无数涪江筏，鸣桡总发时。杜甫《奉送崔都水翁下峡》

至今，全世界各地仍能看见筏子，广西桂林等地当地人使用的竹筏是有名的旅游项目，乘筏子漂流的运动很多地方都有，一些制筏技巧常成为野营课程的训练项目。另外，在伐木业中常将在上游砍下的原木扎筏漂流到下游的加工厂。